# لولار
للار (بالألمانية: Lollar) هي بلدة، مدينة وبلدة ألمانية تقع في ألمانيا في غيسن. يقدر عدد سكانها بـ 10,110 نسمة .

## أعلام
- هاينز ماك